# Throwdown
Throwdown — металкор/грув-метал-группа из Калифорнии, образованная в 1997 году, исповедующая стрэйт эдж. За свою карьеру команда выпустила 7 полноформатных релизов и 7 мини-альбомов, а также разделяла сцену с такими коллективами как In Flames, Lamb of God, As I Lay Dying, Killswitch Engage, Korn, Cavalera Conspiracy и многими другими.

## Состав
- Dave Peters — вокал (с 2002)
- Mark Choiniere — гитара (с 2005)
- Mark Mitchell — бас-гитара (с 2007)

Турне:
Бывшие участники:
- Javier Van Huss — бас-гитара (1997—1998)
- Brandan Schieppati — гитара (1998—2000)
- Marc Jackson — барабанщик (1997—2002)
- Keith Barney — вокал (1997—2002), гитара (2002—2004)
- Tommy Love — гитара (1997—2004)
- Dom Macaluso — гитара (1997—1998), бас-гитара (1998—2005)
- Matt Mentley — гитара (2004—2005), бас-гитара (2005—2007)
- Ben Dussault — барабанщик (2004—2008)

Сессионные музыканты:
- Ken Floyd — барабанщик (2002)
- Jarrod Alexander — барабанщик (2003, с 2008)

## Дискография

### Альбомы
- Beyond Repair (1999)
- You Don't Have to Be Blood to Be Family (2001)
- Haymaker (2003)
- Vendetta (2005)
- Venom & Tears (2007)
- Deathless (2009)
- Intolerance (2014)

### Мини-альбом
- Throwdown Demo (1997)
- Drive Me Dead (2000)
- Throwdown / Good Clean Fun (2000)
- Face the Mirror (2002)
- Americana / Planets Collide (2007)
- Covered in Venom and Tears (2007)
- Take Cover (2020)